# 潮風のセレナード
「潮風のセレナード」（しおかぜのセレナード）は、1982年4月にNHKの『みんなのうた』で放送された曲。作詞：岸田智史（現・敏志）と下田逸郎、作曲：ポール・ドゥ・センヌヴィル、歌：岸田智史、実写。

## 概要
リチャード・クレイダーマンのヒット曲「星のセレナーデ」に岸田と下田が歌詞を載せた曲。原曲の「星のセレナーデ」はイ長調（途中からハ長調に転調）だが、当楽曲は変ロ長調（途中から変ニ長調に転調）である。
女性の顔の映像から始まって、最後に女性が酒を飲む映像の楽曲。

## 収録曲
| #         | タイトル                   | 作詞               | 作曲               | 編曲       | 時間 |
| --------- | -------------------------- | ------------------ | ------------------ | ---------- | ---- |
| 1.        | 「潮風のセレナード」       | 岸田智史・下田逸郎 | Paul de Senneville | 羽田健太郎 | 3:54 |
| 2.        | 「ジョーカーのつなわたり」 | 下田逸郎           | 岸田智史           | 川村栄二   | 3:30 |
| 合計時間: | 合計時間:                  | 合計時間:          | 合計時間:          | 合計時間:  | 7:24 |